# Jármi, Szabolcs-Szatmár-Bereg
Jármi  este un sat în districtul Mátészalka, județul Szabolcs-Szatmár-Bereg, Ungaria, având o populație de 1.350 de locuitori (2011). 

## Demografie
Componența etnică a satului Jármi
     Maghiari (96,59%)
     Romi (1,41%)
     Alții (1,99%)
Componența confesională a satului Jármi
     Reformați (56,37%)
     Greco-catolici (14,59%)
     Romano-catolici (7,7%)
     Fără religie (2,59%)
     Necunoscută (18,3%)
     Atei (0,44%)
     Alte religii (1,33%)
Conform recensământului din 2011, satul Jármi avea 1.350 de locuitori. Din punct de vedere etnic, majoritatea locuitorilor (96,59%) erau maghiari, cu o minoritate de romi (1,41%).  Din punct de vedere confesional, majoritatea locuitorilor (56,37%) erau reformați, existând și minorități de greco-catolici (14,59%), romano-catolici (7,7%) și persoane fără religie (2,59%). Pentru 18,3% din locuitori nu este cunoscută apartenența confesională.